# Aeródromo Santo Domingo
El Aeródromo Santo Domingo (OACI: SCSN) es un terminal aéreo ubicado junto a la ciudad de Santo Domingo, Provincia de San Antonio, Región de Valparaíso, Chile. Este aeródromo es de carácter público.